# Sulajmánské pohoří

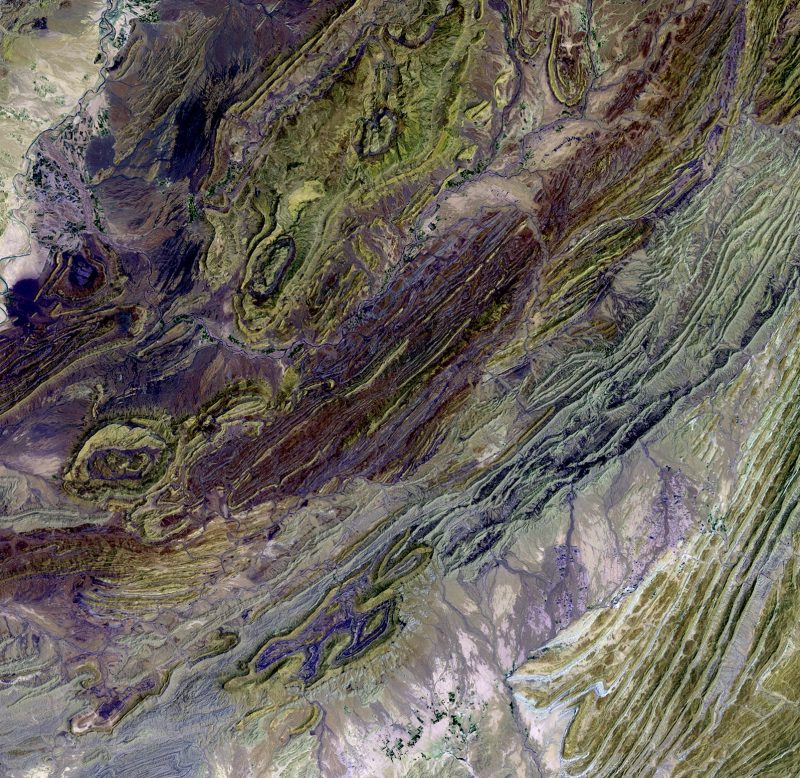
Satelitní snímek pohoří

Sulajmánské pohoří (paštunsky د سليمان غر ‎ de Sulajmán Ghar, balúčsky کوه سليمان‎‎ Kóhe Sulajmán) je horské pásmo v Afghánistánu a Pákistánu, dlouhé okolo 450 km, které je jižním pokračováním Hindúkuše. Je pojmenováno podle krále Šalomouna, který podle legendy vystoupil na horu Tacht-i-Sulajmán (Sulajmánův trůn), která se stala poutním místem. Nejvyšším vrcholem pohoří je Zarghun Ghar, který měří 3 578 metrů nad mořem. Východní svahy Sulajmánského pohoří strmě klesají do údolí řeky Indus, západní přecházejí pozvolna v Íránskou vysočinu. Horský hřeben tvoří hranici indického subkontinentu a brání vlhkému vzduchu od Indického oceánu v pronikání do asijského vnitrozemí. Typickou místní rostlinou je jalovec ztepilý, v údolích se pěstují mandloně a jabloně. Pohoří obývají paštunské a balúčské kmeny.